# شكر أباد (فتح أباد)
شكر أباد (بالفارسية: شکرآباد) هي قرية تقع في إيران في Fathabad Rural District. يقدر عدد سكانها بـ 0 نسمة بحسب إحصاء 2016.